# Paprotki (województwo warmińsko-mazurskie)
Paprotki (niem. Paprodtken, od 1938 r. Goldensee) – wieś w Polsce położona w województwie warmińsko-mazurskim, w powiecie giżyckim, w gminie Miłki.
Do 1954 roku siedziba gminy Paprotki. W latach 1975–1998 miejscowość położona była w województwie suwalskim.